# Hennaya
Hennaya è un comune dell'Algeria, situato nella provincia di Tlemcen.